# (2776) Baïkal
Pour les articles homonymes, voir Baikal.
(2776) Baïkal (désignation international (2776) Baikal) est un astéroïde de la ceinture principale.
Il a été baptisé en référence au lac Baïkal, plus grand lac d'eau douce au monde et entité inscrite en 1996 au patrimoine mondial de l'humanité par l'Unesco.